# MGC ローマン
MGC ローマンは日本のトイガンメーカーであるMGCが1975年に発売したABS樹脂製モデルガンである。

## 製品詳細
モデルはコルト社が1960年代に発売した回転式拳銃、COLT LAWMAN MK3 357Magnumである。
モデルガン独自のアレンジが加えられているものの、基本的に実銃と同等のメカニズムと動作が可能となっている。メインフレームはABS樹脂のみで成型し、金属製シャーシやパーツにより強度を確保する構造となっており、前作のMGC 44マグナムに比べ改造防止対策が強化されている。
2/4インチの2種類の銃身長の他、エキストラクターロッドシュラウドの有無など、数多くのバリエーションモデルが発売された。

## バリエーション
- 銃身長バリエーション
  - 2インチ - エキストラクターロッドシュラウド無し。
  - 4インチ - エキストラクターロッドシュラウド無し。
  - ニューローマン2インチ - エキストラクターロッドシュラウド有り。シュラウド無しに比べ若干銃身が長い。
  - 2インチクラシック - シュラウド無し2インチ復刻版。実銃に近い刻印に修正。
- 材質／仕上げバリエーション
  - スチールブルー（ABS樹脂標準仕様） - 2インチ、4インチ、ニューローマン2インチ
  - サテンフィニッシュ（ABS樹脂つや消し仕様） - 2インチ、4インチ、2インチクラシック
  - シルバーフィニッシュ（ABS樹脂ニッケルメッキ） - 2インチ、4インチ
  - サテンシルバーフィニッシュ（ABS樹脂サテンニッケルメッキ） - 2インチ
  - マットシルバーフィニッシュ（ABS樹脂シルバー塗装） - ニューローマン2インチ
  - HW樹脂 - ニューローマン2インチ、4インチ、2インチクラシック
  - SRHW樹脂 - ニューローマン2インチ、4インチ
- 製品改良バリエーション
  - 初期型：バレル1枚インサート縦 - SPG規格前の初期型。インサート前面はマズル奥に位置する。グリップ色は茶。スクリュー頭はプラス。
  - SPG1型：バレルインサート縦＋基部インサート横 - SPG規格施行直後。バレルインサート縦はブルーイング処理した鉄板を使用。インサート前面はマズル奥に位置する。グリップ色は茶。スクリュー頭はプラス。
  - SPG2型：バレルインサート縦＋基部インサート横 - SPG規格改良試験版。バレルインサート縦はブルーイング処理した鉄板を使用。インサート前面はマズル奥に位置するが、マズル面にスリーブ＋インサートの識別インサートを圧入。グリップ色は紫。
  - SPG3型：バレルインサート縦＋基部インサート横 - SPG規格施行後改良版。バレルインサート縦はメッキ処理した鉄板を使用。インサート前面はマズル面に位置する。グリップ色は紫、茶。スクリュー頭は後期にマイナスに変更。
  - 組立キット後期:バレルインサート横＋基部インサート横 - シューターワン対応としてインサート構造変更。SPG刻印が存在しないフレームあり。
  - HW以降:バレルインサート横＋基部インサート横 - メダリオン変更。

## 登場作品
本製品は日本で発売されていたモデルガンの中でも作動が安定していたことと、当時の日本でモデルガン化されていたリボルバーの中では数少ない短銃身タイプが充実していた製品であったことから、日本の刑事ドラマにおいてプロップガンとしていくつもの作品に登場した。
日本で製品化され発売されるリボルバー式のモデルガンの多くは、長銃身で大型の“マグナムリボルバー”であり、日本の警察の装備品として用いられているような短銃身小型のリボルバーの製品は多くはなかったため、本製品はコルト.32オート、および.32オートをモデルとした“日活コルト”と並んで映像作品に多く登場する拳銃である。
使用された主な映像作品
- 西部警察
- あぶない刑事
- 太陽にほえろ!

他多数